# Ítélet a Paradicsomban
Az Ítélet a Paradicsomban Lőrincz L. László 2006-ban a Galaktika magazin 200. számában megjelent sci-fi-novellája. Az alkotást 2007-ben Zsoldos Péter-díjjal jutalmazták.

## Történet
A távoli jövőben: egy atom-katasztrófa utáni apokaliptikus világban különös küldetést teljesít egy kis csapat, az emberek eltorzult leszármazottai közül négyen. Margot szerint a Gyűlölet vezérelje őket az ősök őseinek ősei iránt, akik előidéztek számukra ezt a rettenetes világot. Ahol az ég zöld és lila, a vizek veszélyesek, az eső halált hoz. Egy régi testamentum szerint valamikor Paradicsom volt a világ, és akik ezt tönkretették, azokat utólag is, de meg kell büntetniük.

## Szereplők
- A csapat: Rolf, Frey, Mohamed, Kustar
- Margot, az egyik túlélő csoport vezetője
- Odor, a könyvek ismerője
- Eva, Rolf szerelme
- Keiron, Eva apja
- Burns, az imádságos ember